# Zenuity
Zenuity AB var ett företag som startades av Volvo Personvagnar och Autoliv 2017. Zenuity fokuserade på att utveckla mjukvara för självkörande bilar och avancerade förarassistanssystem. Företaget hade sitt huvudkontor på Lindholmen på Hisingen i Göteborg, men hade även kontor i Linköping, München, Shanghai, Detroit, och Santa Clara. 2020 bytte Autoliv namn till Veoneer, och strax därefter delade Veoneer och Volvo Personvagnar upp Zenuity mellan sig. Den Volvo-ägda delen fick namnet Zenseact.